# BedZED
 (novembre 2023).
Si vous disposez d'ouvrages ou d'articles de référence ou si vous connaissez des sites web de qualité traitant du thème abordé ici, merci de compléter l'article en donnant les références utiles à sa vérifiabilité et en les liant à la section « Notes et références ».

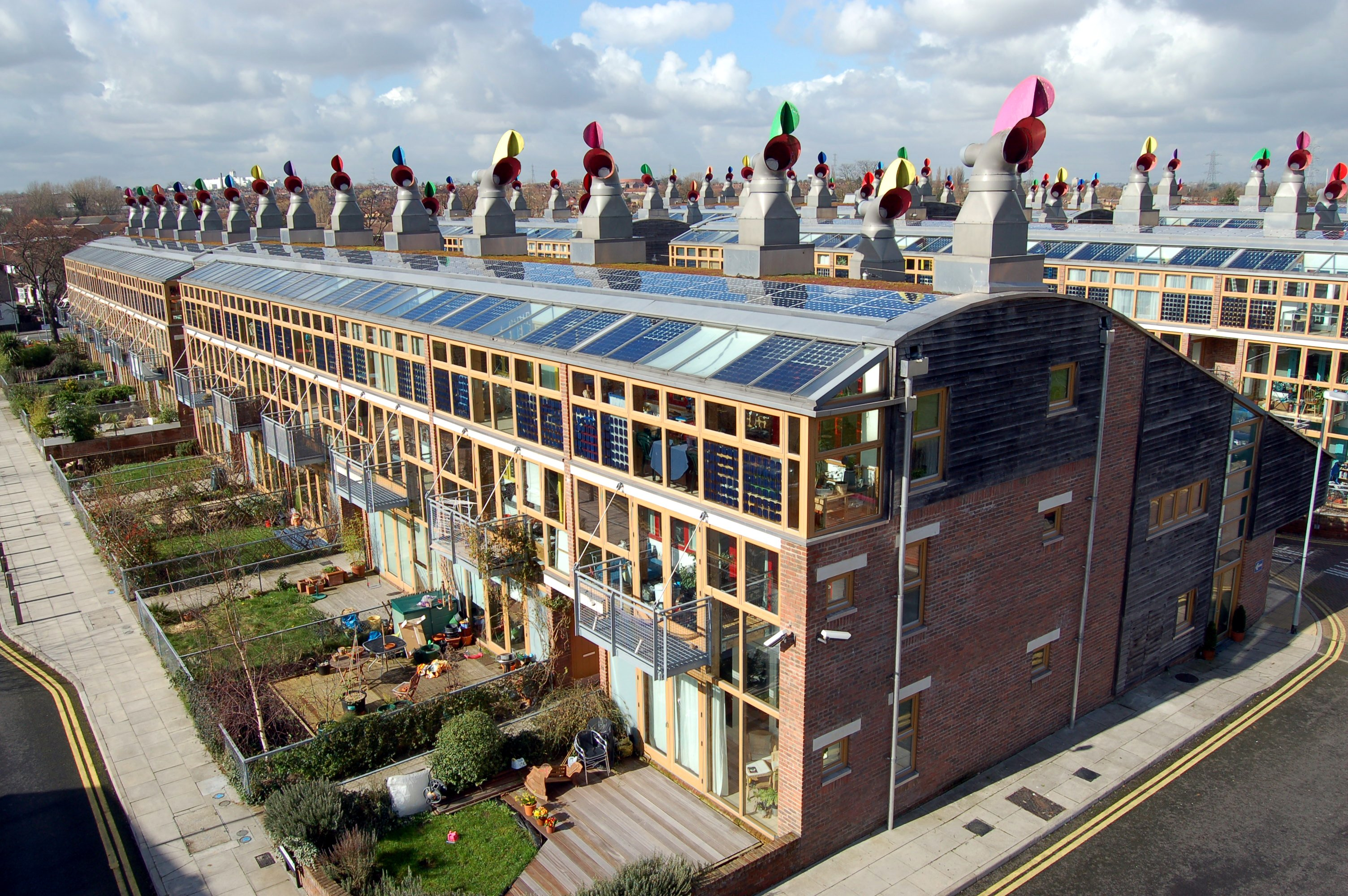
BedZED.

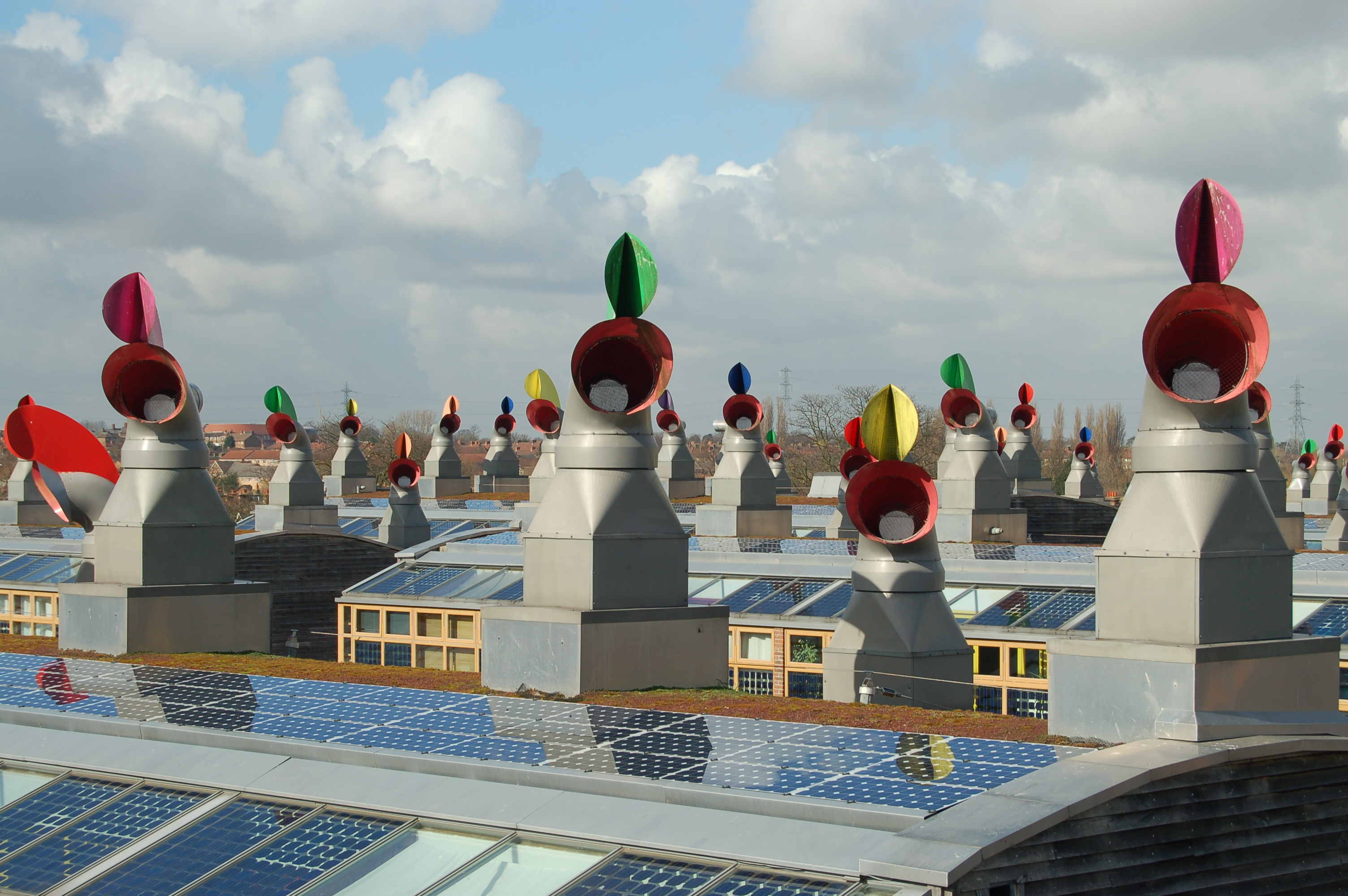
BedZED.

BedZED ou Beddington Zero Energy (fossil) Development est un petit quartier, îlot résidentiel de 82 logements, construits dans le borough londonien de Sutton au sud de Londres par le cabinet d'architectes Bill Dunster.
Le projet couvre 1,7 hectare. Il comprend 2 500 m2 de bureaux et de commerces, un espace communautaire, une salle de spectacles, des espaces verts publics et privés, un centre médicosocial, un complexe sportif, une discothèque, une crèche, un café, un restaurant ainsi qu'une unité de cogénération.
C’est le premier ensemble de cette taille et à ce niveau d’efficacité énergétique à avoir été construit au Royaume-Uni, avec les principes de l’Habitat écologique et un objectif social, avec le soutien de la Fondation Peabody (ONG caritative de Londres, dédiée à l'habitat, partenaire du projet). Cette réalisation est rapidement devenue une référence. De nombreux touristes viennent la visiter.
La démarche se rapproche de celle de la Haute qualité environnementale (HQE) et des écoquartiers.

## Historique

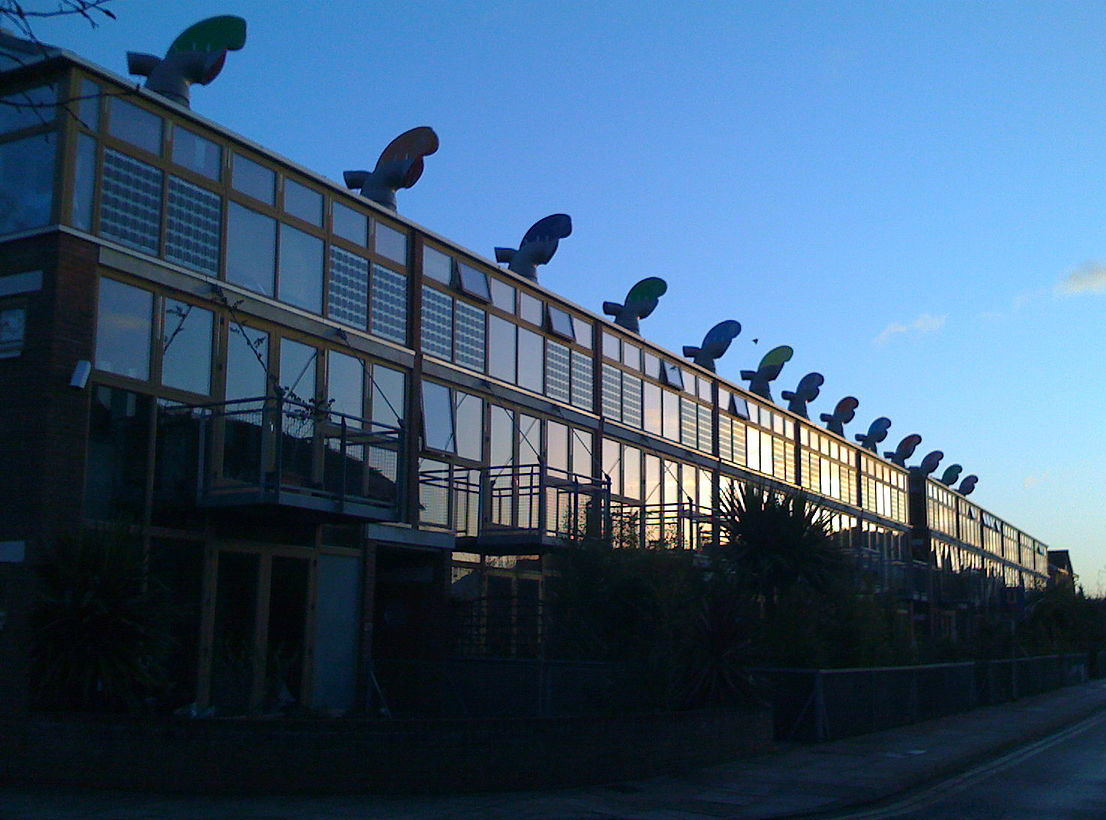
BedZED à l'aube.

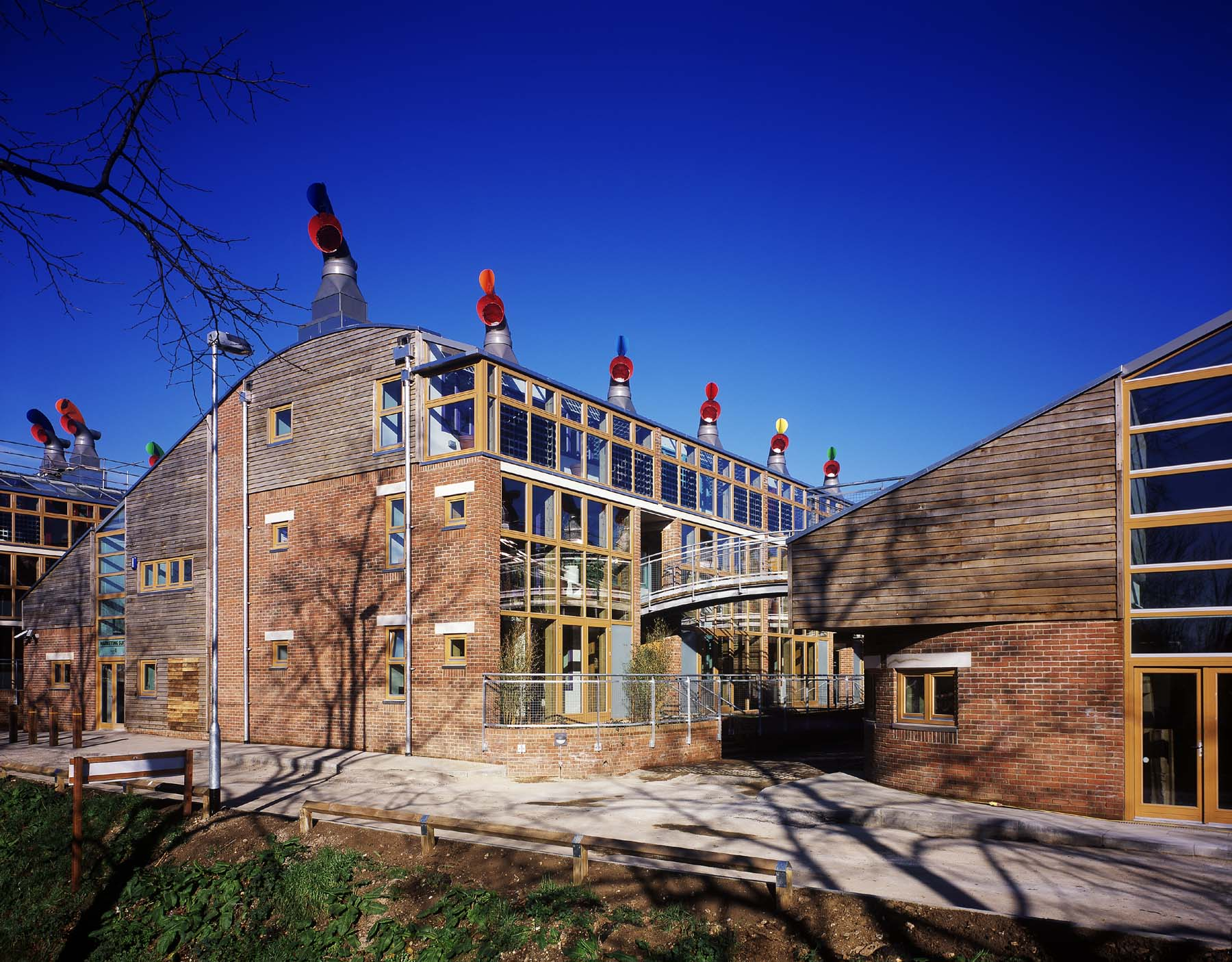
BedZED.

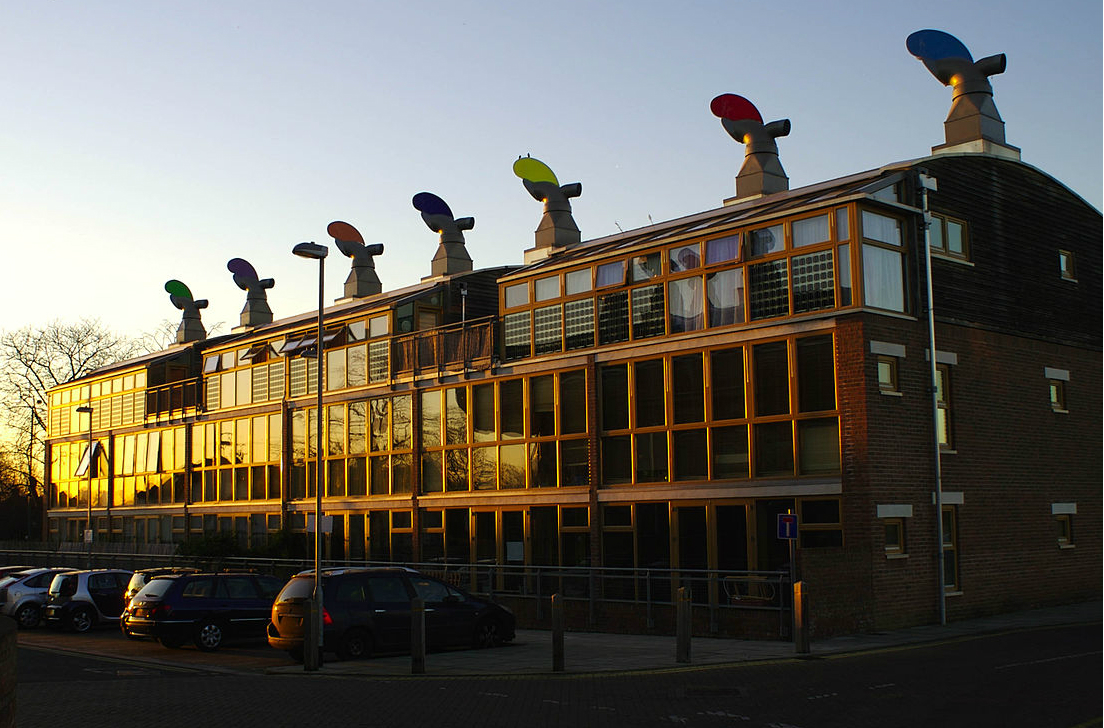
BedZED dans le crépuscule.

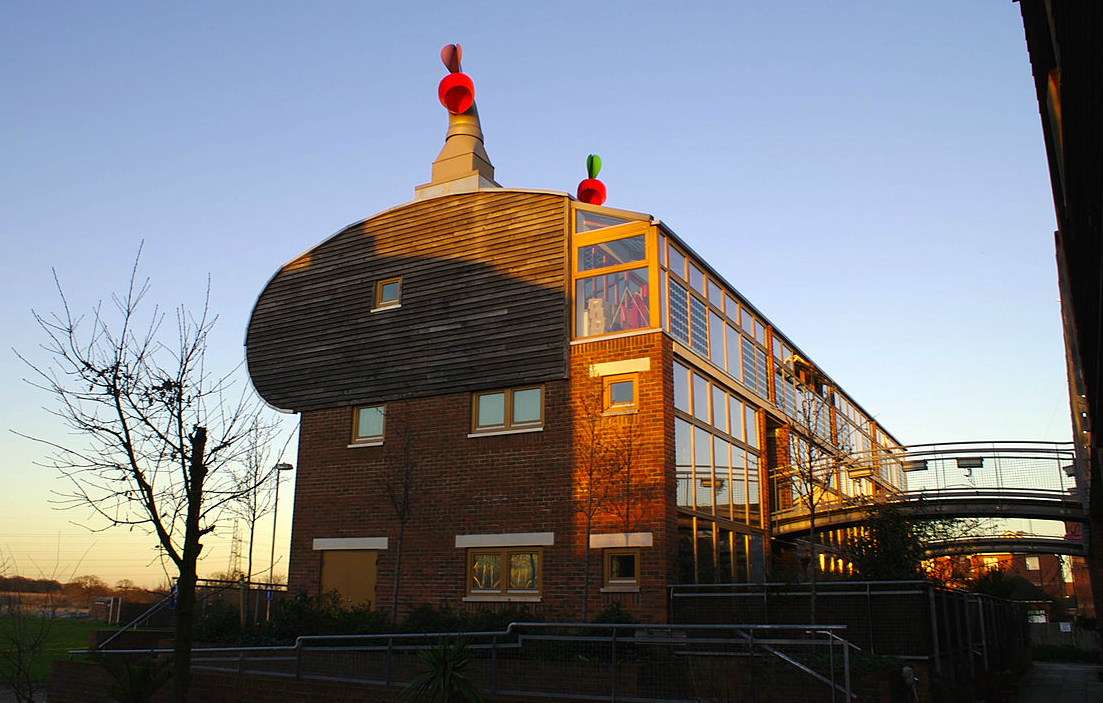
BedZED.

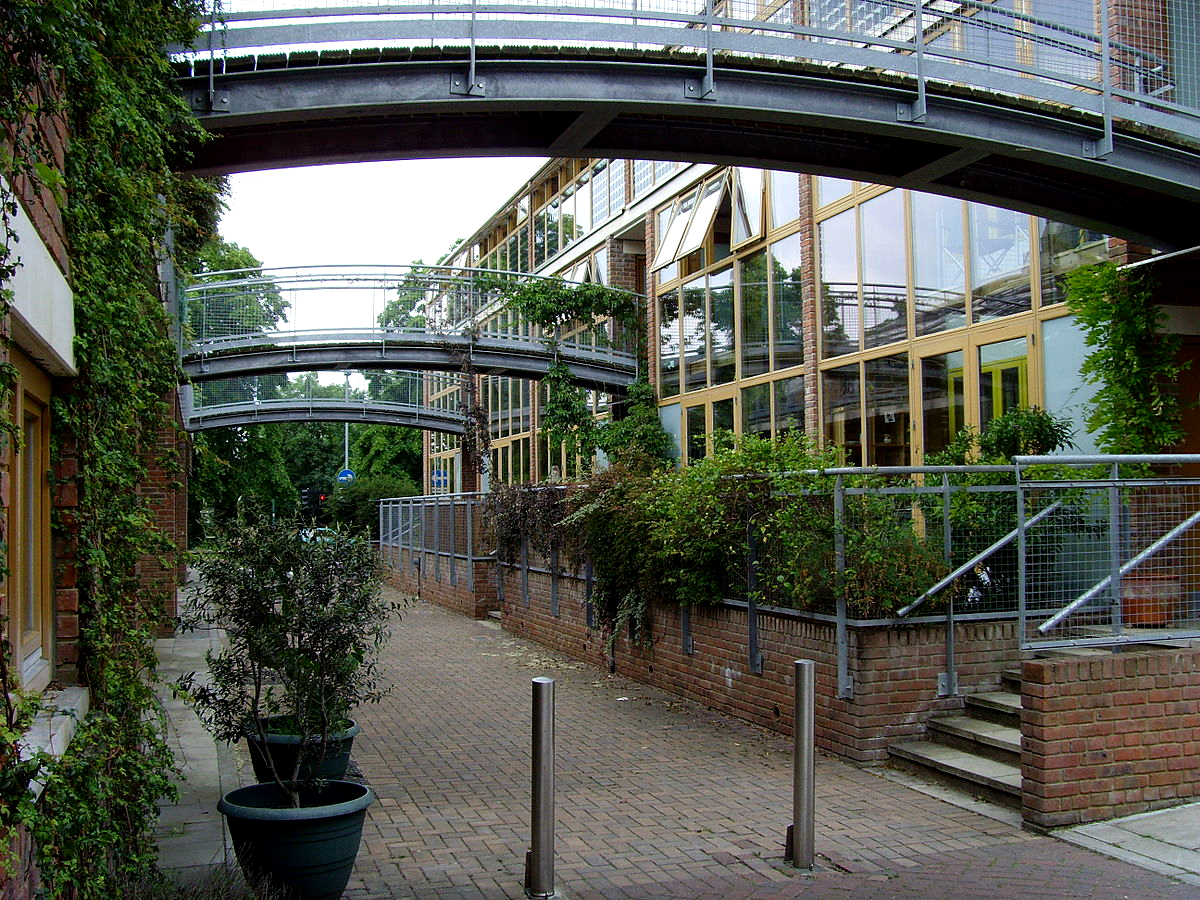
Une rue à BedZED.

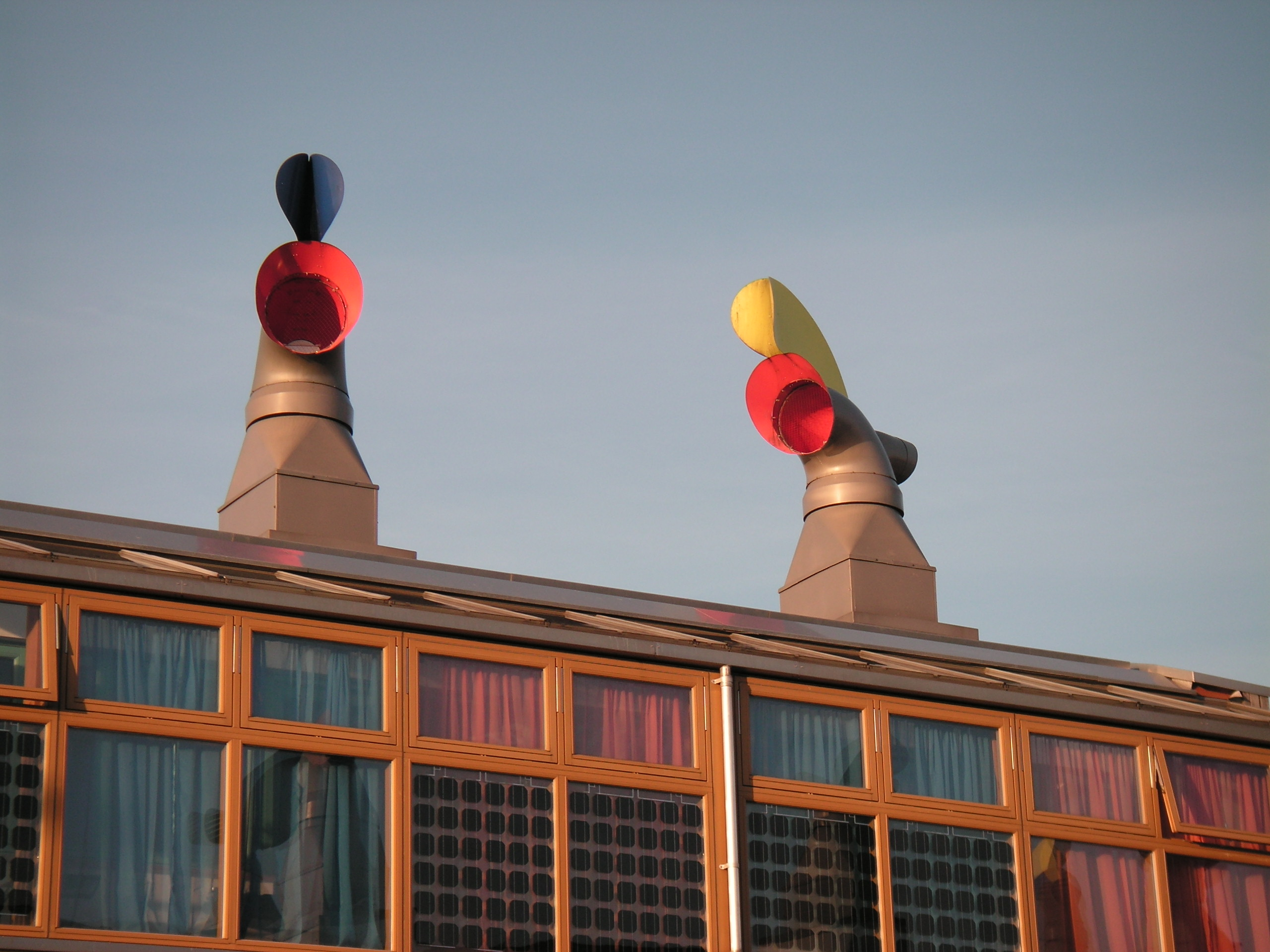
BedZED.

L'initiative vient de la ville de Sutton (sud de Londres), dans le cadre de son agenda 21 établi en 1996. Dès janvier 1992, la ville oblige ses fournisseurs à présenter une certification EMAS ou ISO 14001 et les invite à fournir des produits écocertifiés (ex FSC pour le bois).
L'association Bioregional Dévelopment Group et la Fondation Peabody s'associent au projet d'écoquartier de Bill Dunster, spécialiste de la construction à zéro émission. Le WWF International soutient l'équipe dès ses débuts et initiera une structure franco-britannique de promotion du concept en France.
Une grande analyse du cycle de vie (ACV) mesure l'impact environnemental de la vie des produits pour toute la vie du quartier, de la construction aux besoins énergétiques, en transports et pour les activités économiques, sociales et culturelles, pour la gestion des déchets, de l’eau et de l’air.
Les travaux démarrent en 2001. La première tranche est terminée début 2002. Les premiers habitants s’installent de mars à novembre 2002.
En juillet 2000, le projet BedZED, lauréat du Prix de l'IRCA (Institut Royal des Bâtisseurs et des Architectes), devient modèle pour le programme de logement « eco-homes » initié par le gouvernement britannique (1 million de logements écologiques sur 10 ans http://www.areneidf.org/medias/fichiers/qde_exp_europe1.pdf !).

## Objectifs
Les objectifs de diminution de l’empreinte écologique de l'îlot sont :
- pour l'énergie :
  - un bilan-carbone de zéro (impact neutre) sans utilisation d'énergies fossiles,
  - une consommation d'énergie réduite de 60 % par rapport à la demande domestique moyenne,
  - une réduction de 50 % de la consommation énergétique liée aux transports,
  - une réduction de la demande en chauffage de 90 % ;
- pour l'environnement :
  - une consommation d'eau réduite de 30 %,
  - un volume des déchets réduit et recyclage accru,
  - l’utilisation de matériaux de construction venant au moins pour moitié d'une distance inférieure à 60 km,
  - le développement de la biodiversité des espaces végétalisés, jusque sur les toitures,
  - aucune consommation de terrain naturel ou agricole : l'approche est de type Ville renouvelée, ici sur une friche (ancien site houiller) si ce n’est sur elle-même, en utilisant des matériaux et ressources essentiellement locales ;
- pour le social :
  - la mixité sociale est recherchée,
  - des commerces et activités socioculturelles sont intégrés,
  - le réseau de transports en commun favorise le contact avec l'extérieur.

## Résultats
BedZED semble avoir réussi à diminuer de 50 % son empreinte écologique soit 2,88 hectares globaux/personne ou 1,6 planète (l'empreinte a été calculée pour un scénario-type moyen).
Par rapport à des logements classiques :
- la consommation d'énergie pour le chauffage est réduite de 88 % ;
- la consommation d'eau chaude est réduite de 57 % (87 litres par habitant par jour) ;
- la consommation d'électricité est de 3 kWh par jour, soit 25 % de moins que la moyenne au Royaume-Uni. 11 % sont produits par les panneaux solaires. Le reste est généré par une centrale en cogénération qui utilise des résidus de bois coupé – mais en ce moment, elle ne marche pas. Une solution de remplacement est à l'étude. L'électricité provient actuellement d'énergies renouvelables ;
- la consommation d’eau est réduite de 50 % (ou 67 % en comparaison avec une maison avec un ‘power shower’) ;
- le kilométrage des résidents est réduit de 65 % ;
- il y a 0,6 place de parking par logement contre 1,2 pour un logement traditionnel.

Le quartier est par ailleurs proche de grands espaces verts et chaque appartement dispose d'un jardinet d’environ 15 m2 ainsi que d'une serre exposée au Sud (chaleur et lumière) climatisée par ventilation passive.
Le quartier est aussi connecté au réseau des transports publics (gare de Hackbridge, arrêt de tramway entre Wimbledon et Croydon), pour encourager un moindre usage des voitures, qui par ailleurs si elles sont électriques peuvent être rechargées par bornes solaires. L’usage du vélo est facilité. Enfin, un tiers des appartements est réservé à des logements sociaux, un tiers est réservé à des "key partners" (personnes ayant une utilité publique : médecins, infirmiers, pompiers, professeurs, etc), et le dernier tiers est vendu/loué sans contrainte spécifique.

## Coûts
Coût total : 17 millions d'€, dont :
- 14 millions pour la construction,
- 2,5 millions pour les taxes professionnelles,
- 0,5 million pour la planification et le contrôle de la construction.

Coûts du m2 (en £)
- 930 £/m2 pour les logements,
- 752 £/m2 pour les bureaux,
- 636 £/m2 pour les commerces.

Le prix d'achat du logement était de 20 % plus élevé que le prix moyen de l'immobilier dans cette banlieue, mais cet apparent surcoût est rapidement amorti et compensé par les très faibles coûts d'exploitation et de l'énergie, et la disponibilité en services locaux améliorés.